# John Zingraff

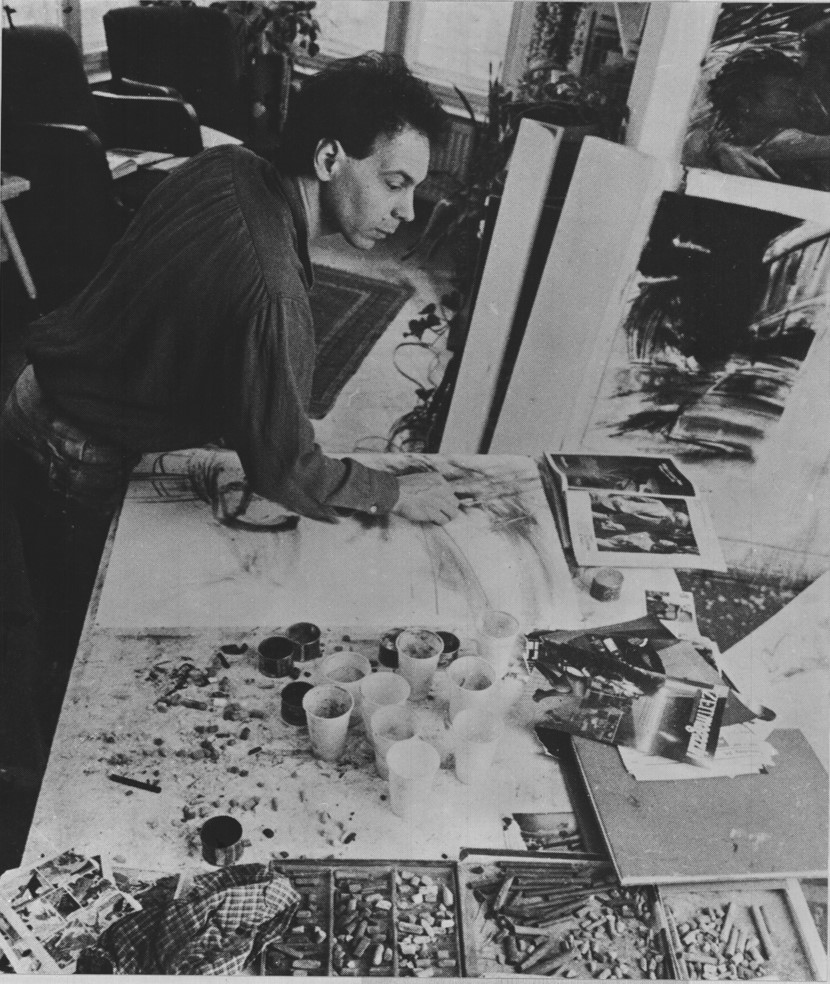
John Zingraff in seinem Studio in Berlin (1988)

John Zingraff (* 29. Juni 1942 in Norfolk, Virginia, USA; † 5. Februar 2020 in Berlin) war ein amerikanischer Maler und Lithograf.

## Leben
John Zingraff studierte von 1962 bis 1965 am Maryland Institute College of Art, Baltimore, Abschluss: Complete Bachelor of Fine Arts, 1966–67 am Pratt Institute Brooklyn, New York City, und 1967–69 als Meisterschüler bei Lester Johnson an der Yale University New Haven, Connecticut. 1972–73 führten ihn ausgedehnte Studienreise nach Mexiko, Kanada und Europa. 1973 übersiedelte er nach West-Berlin. Zingraff war langjähriges Mitglied im Berufsverband Bildender Künstler (BBK). Er hat bis zuletzt künstlerisch gearbeitet, auch wenn er sich in den letzten Jahren aus dem Kunstmarkt zunehmend zurückgezogen hat.

## Werk
Zu John Zingraffs Werken zählen Bilder in Öl auf Leinwand, aber auch zahlreiche Gouache-, Kohle- und Pastellarbeiten, Lithografien und Zeichnungen auf Papier sowie in den letzten Jahren am Computer produzierte Arbeiten.
Sein künstlerischer Weg hat ihn von realistischen Landschaften über expressionistische Figuration bis zu phantasmagorischen Innenwelten geführt. Schnell löste er sich vom abstract expressionism, der Farbfeldmalerei eines Frank Stella oder Jasper Johns, die während seiner Studienzeit zu den prägenden Einflüssen gehörten. Vor allem in seinen großformatigen Ölbildern verdichtete Zingraff flüchtige Momente, festgehalten in Skizzen, Fotos oder Filmmontagen, zu strengen Bildkompositionen. Ihnen wohnt eine quasi vibrierende Energie inne. In Berlin erfuhr Zingraffs Malerei durch die Einflüsse der „Neuen Wilden“ einen neuen Schub. Die Arbeiten aus diesen Jahren zeichnen sich durch einen expressiven Gestus aus, bei dem aber nichts einem unkontrollierten Impetus überlassen bleibt. Die Farbe verselbständigte sich, wurde „zum Ereignisfeld“ (B. Schulz), ohne jemals ihren figurativen Bezug zu verlieren (B. Schulz).
In den achtziger Jahren gewannen die Sujets „etwas Imaginäres auf der Ebene Bildträger, Raum und Volumen an sich ohne die Illusion einer abgebildeten Realität“ (B. Schulz). Die Entwicklung kennzeichnet den Weg „vom Abbilder der Dinglichkeit zum Gestalter der Phantasie“ (Ch. Schmidt). Es entstanden transparente, durch mehrere Ebenen durchscheinende Innenwelten, die nur in Andeutungen noch einen figurativen Bezug haben. Diese Bildsprache entwickelte Zingraff in den Nullerjahren in den am Computer generierten Bildensembles weiter. Zingraffs künstlerisches Schaffen war durch zwei Impulse geprägt: Bilder, die von Heftigkeit, Ungeduld, Wut (Bilderserie „Die Sieben Todsünden“) gezeichnet sind, und andere, in denen sich auf einem hoher Reflexionsgrad Melancholie Bahn bricht, wovon nicht zuletzt die serienartig produzierten Porträts Auskunft geben. Das Spannungsverhältnis zwischen diesen beiden Impulsen bildete das verbindende Element, das seinem fast 60-jährigen Schaffen zugrunde lag. Es manifestiert sich in einer in allen seinen Werken zum Tragen kommenden geradezu poetischen Grundhaltung, die sich jeder sprachlichen und logischen Vereinnahmung entzieht.

## Ausstellungen (Auswahl)
(E) = Einzelausstellung
- 1965 Baltimore Museum, Regional Exhibition
- 1966 Richmond Museum, Regional Exhibition
- 1967 Norfolk Museum
- 1975 „Neun Amerikaner“, Haus am Lützowplatz, Berlin
- 1977 Manfred Arndt Galerie, München (E)
- 1982 Kunstquartier – Ausländische Künstler in Berlin
- „Früchte Fremde Freunde“, Galerie Schwarz auf Weiß, Berlin
- 1983 „36 Stunden Kunst Konzentriert“, Galerie Schwarz auf Weiß, Berlin
- 1984 DIN Galerie, Berlin (E)
- „Kunst Konzentriert“, Galerie Schwarz auf Weiß, Berlin
- 1985 10 Künstler aus 7 Ländern, Kunstamt Kreuzberg, Berlin, Galerie Akmak, Berlin (E)
- 1986 Hartje Galerie, Frankfurt a. Main (E)
- Manfred Gießler, Berlin (E)
- 1987 Schering Kunstverein, Berlin (E)
- 1988 Brigitte Jacobs, Oldenburg (E)
- 1989 Manfred Gießler, Berlin (E)
- 1993 Galerie Weber, Münster
- 1994 Galerie Odilo Weber, Berlin (E)
- 1995 „BILD-FIGUR“, Kunstverein Elsterpark, Leipzig (E)